# Armin Navabi
Armin Navabi, né le 25 décembre 1983 à Téhéran, est un auteur, blogueur, podcaster d'origine iranienne et naturalisé canadien, considéré comme une figure du mouvement des « Ex-musulmans ». Il a créé en 2011 le mouvement libre-penseur Atheist Republic qui vise à donner aux athées un lieu de rencontre et un forum, en particulier dans des pays où l'incroyance reste persécutée ou dénigrée.
Son livre Pourquoi il n'y a pas de Dieu paru en 2014, se veut un manuel de réponses simples aux arguments théistes les plus courants. En 2017 il lance le podcast Secular Jihadists from the Middle East (renommé peu après Secular Jihadists for a Muslim Enlightenment) avec trois autres ex-musulmans : Yasmin Mohammad (koweitienne), Faisal Saeed Al Mutar (irakien), et Ali Amjad Rizvi (pakistanais). 
En septembre 2020, Navabi rapporte qu'il avait reçu des menaces de mort de la part de nationalistes hindous qui étaient en colère parce qu'il a publié une photo de Kali avec la légende : « D'accord ! Je suis amoureux de l'hindouisme. Je ne savais pas que tu avais des déesses sexy comme ». Vinod Bansal du Universal Hindu Council signale Armin Navabi auprès de la police de Delhi et de la police de Mumbai pour avoir autorisé la diffusion de contenu blasphématoire sur Twitter et tague également le Premier ministre canadien Justin Trudeau et le président iranien Hassan Rohani dans une plainte. Par la suite, les nationalistes hindous font suspendre le compte de Navabi par Twitter et Facebook bloque la page d'Atheist Republic en Inde, à la demande du gouvernement indien.